# Classe ATC H01
Une section du code ATC :
H Hormones systémiques, hormones sexuelles exclues
H01 Hormones hypophysaires, hypothalamiques, hormones de l'anté-hypophyse, analogues.

## H01A Hormones de l'anté-hypophyse et analogues

### H01AA ACTH
H01AA01 Corticotropine
H01AA02 Tétracosactide (en)

### H01AB Thyrotrophine
H01AB01 Thyrotrophine

### H01AC Somatotropine et analogues
H01AC01 Somatropine
H01AC02 Somatrem (en)
H01AC03 Mécasermine
H01AC04 Sermoréline (en)
H01AC05 Mécasermine rinfabate (en)
H01AC06 Tésamoréline

### H01AX Autres hormones de l'anté-hypophyse et analogues
H01AX01 Pegvisomant

## H01B Hormones de la post-hypophyse

### H01BA Vasopressine et analogues
H01BA01 Vasopressine (Argipressine)
H01BA02 Desmopressine
H01BA03 Lypressine
H01BA04 Terlipressine
H01BA05 Ornipressine

### H01BB Oxytocine et analogues
H01BB01 Démoxytocine (en)
H01BB02 Oxytocine
H01BB03 Carbétocine (en)

## H01C Hormones hypothalamiques

### H01CA Hormones entraînant la libération de gonadotrophines
H01CA01 Gonadoréline
H01CA02 Nafaréline
QH01CA90 Buséréline (en)
QH01CA91 Fertiréline
QH01CA92 Léciréline
QH01CA93 Desloréline
QH01CA94 Azagly-nafaréline
QH01CA95 Péforéline
QH01CA96 analogue de l'hormone de libération des gonadotrophines hypophysaire, provenant du saumon
QH01CA97 Triptoréline

### H01CB Somatostatine et analogues
H01CB01 Somatostatine
H01CB02 Octréotide
H01CB03 Lanréotide
H01CB04 Vapréotide (en)
H01CB05 Pasiréotide

### H01CC Anti-hormones entraînant la libération de gonadotrophine
H01CC01 Ganirélix
H01CC02 Cétrorélix